# Palpada cordiformis
Palpada cordiformis är en tvåvingeart som beskrevs av Morales 2009. Palpada cordiformis ingår i släktet Palpada och familjen blomflugor.
Artens utbredningsområde är Costa Rica. Inga underarter finns listade i Catalogue of Life.